# Lista de participantes do Campeonato Mundial de Ciclismo em Pista de 2012
Esta é uma lista de participantes do Campeonato Mundial de Ciclismo em Pista de 2012, que foi realizado em Melbourne, na Austrália. Note que nem todos os ciclistas competiram no campeonato ou que tenham competido em todos os eventos registrados.
| Ordem | Ciclista                       | País                   | Data de nascimento (idade)      |
| ----- | ------------------------------ | ---------------------- | ------------------------------- |
| 100   | Angel Dario Colla              | Argentina              | setembro 8, de 1973 (38 anos)   |
| 1     | Walter Fernando Perez          | Argentina              | janeiro 31, de 1975 (37 anos)   |
| 102   | Jack Bobridge                  | Austrália              | julho 13, de 1989 (22 anos)     |
| 103   | Rohan Dennis                   | Austrália              | maio 28, de 1990 (21 anos)      |
| 61    | Alexander Edmondson            | Austrália              | dezembro 22, de 1993 (18 anos)  |
| 104   | Matthew Glaetzer               | Austrália              | agosto 24, de 1992 (19 anos)    |
| 105   | James Glasspool                | Austrália              | junho 8, de 1991 (20 anos)      |
| 106   | Michael Hepburn                | Austrália              | agosto 17, de 1991 (20 anos)    |
| 108   | Leigh Howard                   | Austrália              | outubro 18, de 1989 (22 anos)   |
| 62    | Cameron Meyer                  | Austrália              | janeiro 11, de 1988 (24 anos)   |
| 3     | Glenn O'Shea                   | Austrália              | junho 14, de 1989 (22 anos)     |
| 111   | Shane Perkins                  | Austrália              | dezembro 30, de 1986 (25 anos)  |
| 112   | Scott Sunderland               | Austrália              | março 16, de 1988 (24 anos)     |
| 63    | Andreas Graf                   | Áustria                | agosto 7, de 1985 (26 anos)     |
| 64    | Andreas Mueller                | Áustria                | novembro 25, de 1979 (32 anos)  |
| 114   | Dominique Cornu                | Bélgica                | outubro 10, de 1985 (26 anos)   |
| 65    | Kenny De Ketele                | Bélgica                | junho 5, de 1985 (26 anos)      |
| 115   | PAUW Moreno De                 | Bélgica                | agosto 12, de 1991 (20 anos)    |
| 66    | Ingmar De Poortere             | Bélgica                | maio 27, de 1984 (27 anos)      |
| 116   | Jonathan Dufrasne              | Bélgica                | agosto 2, de 1987 (24 anos)     |
| 6     | Gijs Van Hoecke                | Bélgica                | novembro 12, de 1991 (20 anos)  |
| 117   | Aliaksandr Lisouski            | Bielorrússia           | novembro 13, de 1985 (26 anos)  |
| 119   | Hugo Barrette                  | Canadá                 | julho 4, de 1991 (20 anos)      |
| 10    | Zach Bell                      | Canadá                 | novembro 14, de 1982 (29 anos)  |
| 122   | Travis Smith                   | Canadá                 | fevereiro 11, de 1980 (32 anos) |
| 124   | Joseph Veloce                  | Canadá                 | abril 23, de 1989 (22 anos)     |
| 125   | Edison Bravo                   | Chile                  | fevereiro 22, de 1992 (20 anos) |
| 126   | Antonio Cabrera                | Chile                  | novembro 10, de 1981 (30 anos)  |
| 12    | Cristopher Mansilla            | Chile                  | maio 24, de 1990 (21 anos)      |
| 127   | Gonzalo Miranda                | Chile                  | outubro 6, de 1979 (32 anos)    |
| 128   | Pablo Seisdedos                | Chile                  | janeiro 26, de 1988 (24 anos)   |
| 68    | Luis Sepulveda                 | Chile                  | abril 8, de 1974 (37 anos)      |
| 129   | Changsong Cheng                | China                  | abril 11, de 1985 (26 anos)     |
| 14    | Hao Liu                        | China                  | novembro 7, de 1988 (23 anos)   |
| 137   | Qi Tang                        | China                  | outubro 20, de 1986 (25 anos)   |
| 139   | Lei Zhang                      | China                  | abril 4, de 1981 (31 anos)      |
| 140   | Miao Zhang                     | China                  | agosto 12, de 1988 (23 anos)    |
| 142   | Puerta Zapata Fabian Hernando  | Colômbia               | julho 12, de 1991 (20 anos)     |
| 144   | Jonathan Marin Cermeno         | Colômbia               | dezembro 10, de 1982 (29 anos)  |
| 146   | Martin Blaha                   | Chéquia                | setembro 12, de 1977 (34 anos)  |
| 147   | Filip Ditzel                   | Chéquia                | dezembro 8, de 1985 (26 anos)   |
| 148   | Vojtech Hacecky                | Chéquia                | março 29, de 1987 (25 anos)     |
| 70    | Milan Kadlec                   | Chéquia                | outubro 13, de 1974 (37 anos)   |
| 149   | Adam Ptacnik                   | Chéquia                | dezembro 4, de 1985 (26 anos)   |
| 150   | Denis Spicka                   | Chéquia                | agosto 29, de 1988 (23 anos)    |
| 151   | Niki Byrgesen                  | Dinamarca              | julho 21, de 1990 (21 anos)     |
| 152   | Casper Folsach                 | Dinamarca              | março 30, de 1993 (19 anos)     |
| 17    | Lasse Norman Hansen            | Dinamarca              | fevereiro 11, de 1992 (20 anos) |
| 153   | Rasmus Christian Quaade        | Dinamarca              | janeiro 7, de 1990 (22 anos)    |
| 154   | Christian Ranneries            | Dinamarca              | maio 5, de 1988 (23 anos)       |
| 155   | Pablo Aitor Bernal Rosique     | Espanha                | agosto 25, de 1986 (25 anos)    |
| 72    | Unai Elorriaga Zubiaur         | Espanha                | junho 22, de 1980 (31 anos)     |
| 158   | Asier Maeztu Billelabeitia     | Espanha                | outubro 14, de 1977 (34 anos)   |
| 159   | Hodei Mazquiaran Uria          | Espanha                | dezembro 16, de 1988 (23 anos)  |
| 160   | Sebastian Mora Vedri           | Espanha                | fevereiro 19, de 1988 (24 anos) |
| 161   | Juan Peralta Gascon            | Espanha                | maio 17, de 1990 (21 anos)      |
| 19    | Eloy Teruel Rovira             | Espanha                | novembro 20, de 1982 (29 anos)  |
| 162   | Albert Torres Barcelo          | Espanha                | abril 26, de 1990 (21 anos)     |
| 163   | Gregory Bauge                  | França                 | janeiro 31, de 1985 (27 anos)   |
| 164   | Mickael Bourgain               | França                 | maio 28, de 1980 (31 anos)      |
| 73    | Vivien Brisse                  | França                 | abril 8, de 1988 (23 anos)      |
| 166   | Charlie Conord                 | França                 | julho 28, de 1990 (21 anos)     |
| 20    | Bryan Coquard                  | França                 | abril 25, de 1992 (19 anos)     |
| 168   | Michael D'Almeida              | França                 | setembro 3, de 1987 (24 anos)   |
| 169   | Kevin Labeque                  | França                 | dezembro 7, de 1991 (20 anos)   |
| 170   | Quentin Lafargue               | França                 | novembro 17, de 1990 (21 anos)  |
| 171   | Francois Pervis                | França                 | outubro 16, de 1984 (27 anos)   |
| 173   | Kevin Sireau                   | França                 | abril 18, de 1987 (24 anos)     |
| 174   | Steven Burke                   | Grã-Bretanha           | março 4, de 1988 (24 anos)      |
| 22    | Edward Clancy                  | Grã-Bretanha           | março 12, de 1985 (27 anos)     |
| 175   | Matthew Crampton               | Grã-Bretanha           | maio 23, de 1986 (25 anos)      |
| 176   | Philip Hindes                  | Grã-Bretanha           | setembro 22, de 1992 (19 anos)  |
| 178   | Chris Hoy                      | Grã-Bretanha           | março 23, de 1976 (36 anos)     |
| 179   | Peter Kennaugh                 | Grã-Bretanha           | junho 15, de 1989 (22 anos)     |
| 180   | Jason Kenny                    | Grã-Bretanha           | março 23, de 1988 (24 anos)     |
| 24    | Ben Swift                      | Grã-Bretanha           | novembro 5, de 1987 (24 anos)   |
| 183   | Andrew Tennant                 | Grã-Bretanha           | março 9, de 1987 (25 anos)      |
| 184   | Geraint Thomas                 | Grã-Bretanha           | maio 25, de 1986 (25 anos)      |
| 26    | Nikias Arndt                   | Alemanha               | novembro 18, de 1991 (20 anos)  |
| 186   | Stefan Boetticher              | Alemanha               | fevereiro 1, de 1992 (20 anos)  |
| 74    | Henning Bommel                 | Alemanha               | fevereiro 23, de 1983 (29 anos) |
| 187   | Joachim Eilers                 | Alemanha               | abril 2, de 1990 (22 anos)      |
| 188   | Rene Enders                    | Alemanha               | fevereiro 13, de 1987 (25 anos) |
| 189   | Robert Foerstemann             | Alemanha               | março 5, de 1986 (26 anos)      |
| 190   | Maximilian Levy                | Alemanha               | junho 26, de 1987 (24 anos)     |
| 29    | Lucas Liß                      | Alemanha               | janeiro 12, de 1992 (20 anos)   |
| 191   | Stefan Nimke                   | Alemanha               | março 1, de 1978 (34 anos)      |
| 192   | Stefan Schaefer                | Alemanha               | janeiro 6, de 1986 (26 anos)    |
| 77    | Jakob Steigmiller              | Alemanha               | janeiro 1, de 1990 (22 anos)    |
| 195   | Christos Tserentzoulias        | Grécia                 | junho 16, de 1984 (27 anos)     |
| 196   | Christos Volikakis             | Grécia                 | março 25, de 1988 (24 anos)     |
| 197   | Zafeirios Volikakis            | Grécia                 | junho 20, de 1989 (22 anos)     |
| 198   | King Lok Cheung                | Hong Kong              | fevereiro 8, de 1991 (21 anos)  |
| 199   | King Wai Cheung                | Hong Kong              | setembro 3, de 1985 (26 anos)   |
| 30    | Ki Ho Choi                     | Hong Kong              | maio 5, de 1991 (20 anos)       |
| 78    | Ho Ting Kwok                   | Hong Kong              | fevereiro 26, de 1988 (24 anos) |
| 202   | Amarjeet Singh                 | Índia                  | março 26, de 1993 (19 anos)     |
| 203   | Amrit Singh                    | Índia                  | outubro 1, de 1991 (20 anos)    |
| 204   | O. Bikram Singh                | Índia                  | fevereiro 3, de 1985 (27 anos)  |
| 32    | Martyn Irvine                  | Irlanda                | junho 6, de 1985 (26 anos)      |
| 81    | Omar Bertazzo                  | Itália                 | janeiro 7, de 1989 (23 anos)    |
| 206   | Francesco Ceci                 | Itália                 | dezembro 18, de 1989 (22 anos)  |
| 84    | Angelo Ciccone                 | Itália                 | julho 7, de 1980 (31 anos)      |
| 33    | Elia Viviani                   | Itália                 | fevereiro 7, de 1989 (23 anos)  |
| 207   | Kazuki Amagai                  | Japão                  | janeiro 14, de 1990 (22 anos)   |
| 210   | Seiichiro Nakagawa             | Japão                  | junho 7, de 1979 (32 anos)      |
| 35    | Taiji Nishitani                | Japão                  | fevereiro 1, de 1981 (31 anos)  |
| 211   | Yudai Nitta                    | Japão                  | janeiro 25, de 1986 (26 anos)   |
| 213   | Kazunari Watanabe              | Japão                  | agosto 12, de 1983 (28 anos)    |
| 214   | Pavel Gatskiy                  | Cazaquistão            | janeiro 1, de 1991 (21 anos)    |
| 215   | Sergey Kuzin                   | Cazaquistão            | dezembro 10, de 1988 (23 anos)  |
| 36    | Alexey Lyalko                  | Cazaquistão            | janeiro 12, de 1985 (27 anos)   |
| 216   | Dias Omirzakov                 | Cazaquistão            | julho 13, de 1992 (19 anos)     |
| 217   | Ivan Tsissaruk                 | Cazaquistão            | fevereiro 2, de 1992 (20 anos)  |
| 218   | Artyom Zakharov                | Cazaquistão            | outubro 27, de 1991 (20 anos)   |
| 37    | Ho Sung Cho                    | Coreia do Sul          | junho 15, de 1974 (37 anos)     |
| 86    | Seungwoo Choi                  | Coreia do Sul          | dezembro 19, de 1989 (22 anos)  |
| 219   | Sunjae Jang                    | Coreia do Sul          | dezembro 14, de 1984 (27 anos)  |
| 222   | Keonwoo Park                   | Coreia do Sul          | julho 18, de 1991 (20 anos)     |
| 223   | Seon Ho Park                   | Coreia do Sul          | março 15, de 1984 (28 anos)     |
| 224   | Sungbaek Park                  | Coreia do Sul          | fevereiro 27, de 1985 (27 anos) |
| 230   | Muhd Arfy Qhairant Amran       | Malásia                | setembro 21, de 1993 (18 anos)  |
| 231   | Azizulhasni Awang              | Malásia                | janeiro 5, de 1988 (24 anos)    |
| 232   | Muhammad Edrus Md Yunos        | Malásia                | julho 19, de 1987 (24 anos)     |
| 234   | Josiah Ng Onn Lam              | Malásia                | fevereiro 2, de 1980 (32 anos)  |
| 87    | Hariff Salleh                  | Malásia                | setembro 15, de 1988 (23 anos)  |
| 235   | Mohd Fattah Amri Zaid          | Malásia                | abril 2, de 1992 (20 anos)      |
| 236   | Matthijs Buchli                | Países Baixos          | dezembro 13, de 1992 (19 anos)  |
| 237   | Hugo Haak                      | Países Baixos          | outubro 29, de 1991 (20 anos)   |
| 238   | Levi Heimans                   | Países Baixos          | julho 24, de 1985 (26 anos)     |
| 242   | Teun Mulder                    | Países Baixos          | junho 18, de 1981 (30 anos)     |
| 88    | Peter Schep                    | Países Baixos          | março 8, de 1977 (35 anos)      |
| 243   | Wim Stroetinga                 | Países Baixos          | maio 23, de 1985 (26 anos)      |
| 244   | Roy Van Den Berg               | Países Baixos          | setembro 8, de 1988 (23 anos)   |
| 245   | Arno Van Der Zwet              | Países Baixos          | maio 7, de 1986 (25 anos)       |
| 246   | Tim Veldt                      | Países Baixos          | fevereiro 14, de 1984 (28 anos) |
| 42    | Michael Vingerling             | Países Baixos          | junho 28, de 1990 (21 anos)     |
| 43    | Shane Archbold                 | Nova Zelândia          | fevereiro 2, de 1989 (23 anos)  |
| 247   | Matthew Archibald              | Nova Zelândia          | maio 20, de 1986 (25 anos)      |
| 248   | Sam Bewley                     | Nova Zelândia          | julho 22, de 1987 (24 anos)     |
| 249   | Edward Dawkins                 | Nova Zelândia          | julho 11, de 1989 (22 anos)     |
| 252   | Alex Frame                     | Nova Zelândia          | junho 18, de 1993 (18 anos)     |
| 90    | Aaron Gate                     | Nova Zelândia          | novembro 26, de 1990 (21 anos)  |
| 253   | Westley Gough                  | Nova Zelândia          | maio 4, de 1988 (23 anos)       |
| 255   | Peter Latham                   | Nova Zelândia          | janeiro 8, de 1984 (28 anos)    |
| 256   | Ethan Mitchell                 | Nova Zelândia          | fevereiro 19, de 1991 (21 anos) |
| 258   | Marc Ryan                      | Nova Zelândia          | outubro 14, de 1982 (29 anos)   |
| 261   | Simon Van Velthooven           | Nova Zelândia          | dezembro 8, de 1988 (23 anos)   |
| 262   | Sam Webster                    | Nova Zelândia          | julho 16, de 1991 (20 anos)     |
| 263   | Maciej Bielecki                | Polónia                | maio 19, de 1987 (24 anos)      |
| 265   | Kamil Kuczynski                | Polónia                | março 23, de 1985 (27 anos)     |
| 46    | Rafal Ratajczyk                | Polónia                | abril 5, de 1983 (28 anos)      |
| 266   | Adrian Teklinski               | Polónia                | novembro 3, de 1989 (22 anos)   |
| 267   | Damian Zielinski               | Polónia                | dezembro 2, de 1981 (30 anos)   |
| 268   | Bernard Esterhuizen            | África do Sul          | outubro 4, de 1992 (19 anos)    |
| 269   | Nolan Hoffman                  | África do Sul          | abril 23, de 1985 (26 anos)     |
| 272   | Sergey Borisov                 | Rússia                 | janeiro 25, de 1983 (29 anos)   |
| 274   | Denis Dmitriev                 | Rússia                 | março 23, de 1986 (26 anos)     |
| 275   | Artur Ershov                   | Rússia                 | março 7, de 1990 (22 anos)      |
| 277   | Valery Kaykov                  | Rússia                 | maio 7, de 1988 (23 anos)       |
| 279   | Evgeny Kovalev                 | Rússia                 | março 6, de 1989 (23 anos)      |
| 280   | Sergei Kucherov                | Rússia                 | julho 18, de 1980 (31 anos)     |
| 281   | Alexey Markov                  | Rússia                 | maio 26, de 1979 (32 anos)      |
| 92    | Ivan Savitsky                  | Rússia                 | março 6, de 1992 (20 anos)      |
| 282   | Alexander Serov                | Rússia                 | novembro 12, de 1982 (29 anos)  |
| 283   | Nikita Shurshin                | Rússia                 | abril 8, de 1993 (18 anos)      |
| 285   | Olivier Beer                   | Suíça                  | outubro 18, de 1990 (21 anos)   |
| 93    | Silvan Dillier                 | Suíça                  | agosto 3, de 1990 (21 anos)     |
| 286   | Claudio Imhof                  | Suíça                  | setembro 26, de 1990 (21 anos)  |
| 287   | Franco Marvulli                | Suíça                  | novembro 11, de 1978 (33 anos)  |
| 288   | Loic Perizzolo                 | Suíça                  | outubro 20, de 1988 (23 anos)   |
| 289   | Cyrille Thiery                 | Suíça                  | setembro 27, de 1990 (21 anos)  |
| 50    | Po Hung Wu                     | Taipé Chinesa          | junho 22, de 1985 (26 anos)     |
| 290   | Alexander Quincy               | Trindade e Tobago      | dezembro 29, de 1993 (18 anos)  |
| 51    | Recep Unalan                   | Turquia                | abril 9, de 1990 (21 anos)      |
| 94    | Yousif Alhammadi               | Emirados Árabes Unidos | outubro 8, de 1988 (23 anos)    |
| 293   | Oleksandr Lobov                | Ucrânia                | maio 28, de 1992 (19 anos)      |
| 295   | Maksym Polischuk               | Ucrânia                | junho 15, de 1984 (27 anos)     |
| 296   | Vitaliy Popkov                 | Ucrânia                | julho 22, de 1989 (22 anos)     |
| 297   | Vitaliy Shchedov               | Ucrânia                | julho 31, de 1987 (24 anos)     |
| 300   | Andrii Vynokurov               | Ucrânia                | agosto 14, de 1982 (29 anos)    |
| 302   | Michael Blatchford             | Estados Unidos         | janeiro 29, de 1986 (26 anos)   |
| 54    | Bobby Lea                      | Estados Unidos         | outubro 17, de 1983 (28 anos)   |
| 303   | Kevin Mansker                  | Estados Unidos         | janeiro 31, de 1989 (23 anos)   |
| 306   | Jimmy Watkins                  | Estados Unidos         | agosto 26, de 1982 (29 anos)    |
| 97    | Vladimir Tuychiev              | Uzbequistão            | março 23, de 1983 (29 anos)     |
| 307   | Hersony Canelon                | Venezuela              | dezembro 8, de 1988 (23 anos)   |
| 56    | Carlos Daniel Linares Zambrano | Venezuela              | setembro 5, de 1991 (20 anos)   |
| 309   | Cesar Mervin Marcano Sanchez   | Venezuela              | outubro 22, de 1987 (24 anos)   |
| 310   | Angel Ramiro Pulgar Araujo     | Venezuela              | fevereiro 7, de 1989 (23 anos)  |

| Ordem | Ciclista                        | País           | Data de nascimento (idade)      |
| ----- | ------------------------------- | -------------- | ------------------------------- |
| 101   | Ashlee Ankudinoff               | Austrália      | agosto 20, de 1990 (21 anos)    |
| 60    | Amy Cure                        | Austrália      | dezembro 31, de 1992 (19 anos)  |
| 2     | Annette Edmondson               | Austrália      | dezembro 12, de 1991 (20 anos)  |
| 107   | Melissa Hoskins                 | Austrália      | fevereiro 24, de 1991 (21 anos) |
| 109   | Kaarle Mcculloch                | Austrália      | janeiro 20, de 1988 (24 anos)   |
| 110   | Anna Meares                     | Austrália      | setembro 21, de 1983 (28 anos)  |
| 113   | Josephine Tomic                 | Austrália      | junho 9, de 1989 (22 anos)      |
| 4     | Jolien D'Hoore                  | Bélgica        | março 14, de 1990 (22 anos)     |
| 5     | Kelly Druyts                    | Bélgica        | outubro 21, de 1989 (22 anos)   |
| 7     | Alena Dylko                     | Bielorrússia   | setembro 14, de 1988 (23 anos)  |
| 118   | Maryia Lohvinava                | Bielorrússia   | setembro 25, de 1992 (19 anos)  |
| 8     | Aksana Papko                    | Bielorrússia   | novembro 16, de 1988 (23 anos)  |
| 9     | Tatsiana Sharakova              | Bielorrússia   | julho 31, de 1984 (27 anos)     |
| 120   | Laura Brown                     | Canadá         | novembro 27, de 1986 (25 anos)  |
| 121   | Gillian Carleton                | Canadá         | dezembro 3, de 1989 (22 anos)   |
| 67    | Jasmin Glaesser                 | Canadá         | julho 8, de 1992 (19 anos)      |
| 123   | Monique Sullivan                | Canadá         | fevereiro 21, de 1989 (23 anos) |
| 11    | Tara Whitten                    | Canadá         | julho 13, de 1980 (31 anos)     |
| 130   | Mu Di                           | China          | junho 12, de 1985 (26 anos)     |
| 131   | Jinjie Gong                     | China          | novembro 12, de 1986 (25 anos)  |
| 132   | Shuang Guo                      | China          | fevereiro 26, de 1986 (26 anos) |
| 13    | Li Huang                        | China          | dezembro 23, de 1988 (23 anos)  |
| 133   | Fan Jiang                       | China          | março 18, de 1990 (22 anos)     |
| 134   | Wenwen Jiang                    | China          | novembro 23, de 1986 (25 anos)  |
| 135   | Lin Junhong                     | China          | dezembro 9, de 1990 (21 anos)   |
| 136   | Jing Liang                      | China          | janeiro 4, de 1985 (27 anos)    |
| 138   | Chao Mei Wu                     | China          | agosto 11, de 1989 (22 anos)    |
| 141   | Tianshi Zhong                   | China          | fevereiro 2, de 1991 (21 anos)  |
| 15    | Diana Maria Garcia Orrego       | Colômbia       | março 17, de 1982 (30 anos)     |
| 143   | Juliana Gaviria                 | Colômbia       | março 31, de 1991 (21 anos)     |
| 69    | Yumari Gonzalez Valdivieso      | Cuba           | junho 13, de 1979 (32 anos)     |
| 145   | Lisandra Guerra Rodriguez       | Cuba           | outubro 31, de 1987 (24 anos)   |
| 16    | Marlies Mejias Garcia           | Cuba           | dezembro 29, de 1992 (19 anos)  |
| 71    | Jarmila Machacova               | Chéquia        | janeiro 9, de 1986 (26 anos)    |
| 156   | Tania Calvo Barbero             | Espanha        | junho 26, de 1992 (19 anos)     |
| 157   | Helena Casas Roige              | Espanha        | julho 24, de 1988 (23 anos)     |
| 18    | Leire Olaberria Dorronsoro      | Espanha        | fevereiro 17, de 1977 (35 anos) |
| 165   | Sandie Clair                    | França         | abril 1, de 1988 (24 anos)      |
| 167   | Virginie Cueff                  | França         | junho 18, de 1988 (23 anos)     |
| 21    | Pascale Jeuland                 | França         | junho 2, de 1987 (24 anos)      |
| 172   | Clara Sanchez                   | França         | setembro 20, de 1983 (28 anos)  |
| 177   | Wendy Houvenaghel               | Grã-Bretanha   | novembro 27, de 1974 (37 anos)  |
| 23    | Danielle King                   | Grã-Bretanha   | novembro 21, de 1990 (21 anos)  |
| 181   | Victoria Pendleton              | Grã-Bretanha   | setembro 24, de 1980 (31 anos)  |
| 182   | Joanna Rowsell                  | Grã-Bretanha   | dezembro 5, de 1988 (23 anos)   |
| 25    | Laura Trott                     | Grã-Bretanha   | abril 24, de 1992 (19 anos)     |
| 185   | Jessica Varnish                 | Grã-Bretanha   | novembro 19, de 1990 (21 anos)  |
| 27    | Charlotte Becker                | Alemanha       | maio 19, de 1983 (28 anos)      |
| 28    | Lisa Brennauer                  | Alemanha       | junho 8, de 1988 (23 anos)      |
| 75    | Stephanie Pohl                  | Alemanha       | outubro 21, de 1987 (24 anos)   |
| 76    | Madeleine Sandig                | Alemanha       | agosto 12, de 1983 (28 anos)    |
| 193   | Kristina Vogel                  | Alemanha       | novembro 10, de 1990 (21 anos)  |
| 194   | Miriam Welte                    | Alemanha       | dezembro 9, de 1986 (25 anos)   |
| 200   | Xiao Juan Diao                  | Hong Kong      | março 15, de 1986 (26 anos)     |
| 201   | Wai Sze Lee                     | Hong Kong      | maio 12, de 1987 (24 anos)      |
| 31    | Zhao Juan Meng                  | Hong Kong      | dezembro 14, de 1989 (22 anos)  |
| 79    | Wan Yiu Wong                    | Hong Kong      | novembro 4, de 1986 (25 anos)   |
| 205   | Shannon Mccurley                | Irlanda        | abril 26, de 1992 (19 anos)     |
| 80    | Caroline Ryan                   | Irlanda        | outubro 10, de 1979 (32 anos)   |
| 82    | Giorgia Bronzini                | Itália         | agosto 3, de 1983 (28 anos)     |
| 83    | Elena Cecchini                  | Itália         | maio 25, de 1992 (19 anos)      |
| 208   | Hiroko Ishii                    | Japão          | janeiro 9, de 1986 (26 anos)    |
| 34    | Kanako Kase                     | Japão          | maio 31, de 1980 (31 anos)      |
| 209   | Kayono Maeda                    | Japão          | janeiro 13, de 1991 (21 anos)   |
| 85    | Maki Tabata                     | Japão          | novembro 9, de 1974 (37 anos)   |
| 212   | Minami Uwano                    | Japão          | maio 18, de 1991 (20 anos)      |
| 220   | Eunji Lee                       | Coreia do Sul  | dezembro 11, de 1989 (22 anos)  |
| 221   | Hyejin Lee                      | Coreia do Sul  | janeiro 23, de 1992 (20 anos)   |
| 38    | Min Hye Lee                     | Coreia do Sul  | outubro 11, de 1985 (26 anos)   |
| 225   | Gintare Gaivenyte               | Lituânia       | abril 23, de 1986 (25 anos)     |
| 226   | Gabriele Jankute                | Lituânia       | dezembro 18, de 1993 (18 anos)  |
| 227   | Simona Krupeckaite              | Lituânia       | dezembro 13, de 1982 (29 anos)  |
| 228   | Svetlana Pauliukaite            | Lituânia       | julho 31, de 1985 (26 anos)     |
| 229   | Vaida Pikauskaite               | Lituânia       | março 29, de 1991 (21 anos)     |
| 39    | Vilija Sereikaite               | Lituânia       | fevereiro 12, de 1987 (25 anos) |
| 40    | Ausrine Trebaite                | Lituânia       | outubro 18, de 1988 (23 anos)   |
| 233   | Fatehah Mustapa                 | Malásia        | março 12, de 1989 (23 anos)     |
| 41    | Sofia Arreola Navarro           | México         | abril 22, de 1991 (20 anos)     |
| 239   | Yvonne Hijgenaar                | Países Baixos  | maio 15, de 1980 (31 anos)      |
| 240   | Willy Kanis                     | Países Baixos  | julho 27, de 1984 (27 anos)     |
| 241   | Vera Koedooder                  | Países Baixos  | outubro 31, de 1983 (28 anos)   |
| 89    | Rushlee Buchanan                | Nova Zelândia  | janeiro 20, de 1988 (24 anos)   |
| 250   | Gemma Dudley                    | Nova Zelândia  | março 8, de 1990 (22 anos)      |
| 251   | Lauren Ellis                    | Nova Zelândia  | abril 19, de 1989 (22 anos)     |
| 254   | Natasha Hansen                  | Nova Zelândia  | novembro 15, de 1989 (22 anos)  |
| 44    | Joanne Kiesanowski              | Nova Zelândia  | maio 24, de 1979 (32 anos)      |
| 257   | Jaime Nielsen                   | Nova Zelândia  | setembro 3, de 1985 (26 anos)   |
| 259   | Katie Schofield                 | Nova Zelândia  | março 25, de 1984 (28 anos)     |
| 260   | Alison Shanks                   | Nova Zelândia  | dezembro 13, de 1982 (29 anos)  |
| 264   | Eugenia Bujak                   | Polónia        | junho 25, de 1989 (22 anos)     |
| 45    | Katarzyna Pawlowska             | Polónia        | agosto 16, de 1989 (22 anos)    |
| 47    | Malgorzata Wojtyra              | Polónia        | setembro 21, de 1989 (22 anos)  |
| 270   | Venera Absalyamova              | Rússia         | abril 11, de 1986 (25 anos)     |
| 271   | Viktoria Baranova               | Rússia         | fevereiro 6, de 1990 (22 anos)  |
| 273   | Elena Brezhniva                 | Rússia         | janeiro 4, de 1990 (22 anos)    |
| 91    | Anastasia Chulkova              | Rússia         | março 7, de 1985 (27 anos)      |
| 276   | Ekaterina Gnidenko              | Rússia         | dezembro 11, de 1992 (19 anos)  |
| 278   | Victoria Kondel                 | Rússia         | outubro 6, de 1987 (24 anos)    |
| 48    | Evgenia Romanyuta               | Rússia         | janeiro 22, de 1988 (24 anos)   |
| 284   | Anastasya Voynova               | Rússia         | fevereiro 5, de 1993 (19 anos)  |
| 49    | Mei Yu Hsiao                    | Taipé Chinesa  | janeiro 7, de 1985 (27 anos)    |
| 291   | Elizaveta Bochkareva            | Ucrânia        | maio 5, de 1978 (33 anos)       |
| 52    | Svitlana Galyuk                 | Ucrânia        | novembro 19, de 1987 (24 anos)  |
| 292   | Lesya Kalitovska                | Ucrânia        | fevereiro 13, de 1988 (24 anos) |
| 95    | Anna Nagirnaya                  | Ucrânia        | setembro 30, de 1988 (23 anos)  |
| 294   | Iryna Papezhuk                  | Ucrânia        | julho 26, de 1986 (25 anos)     |
| 298   | Lyubov Shulika                  | Ucrânia        | julho 16, de 1988 (23 anos)     |
| 299   | Olena Tsos                      | Ucrânia        | maio 9, de 1990 (21 anos)       |
| 301   | Dotsie Bausch                   | Estados Unidos | março 6, de 1973 (39 anos)      |
| 53    | Sarah Hammer                    | Estados Unidos | agosto 18, de 1983 (28 anos)    |
| 96    | Cari Higgins                    | Estados Unidos | outubro 5, de 1976 (35 anos)    |
| 304   | Jennie Reed                     | Estados Unidos | abril 20, de 1978 (33 anos)     |
| 305   | Lauren Tamayo                   | Estados Unidos | outubro 25, de 1983 (28 anos)   |
| 55    | Angie Sabrina Gonzalez Garcia   | Venezuela      | janeiro 3, de 1981 (31 anos)    |
| 308   | Daniela Grelui Larreal Chirinos | Venezuela      | outubro 2, de 1973 (38 anos)    |
| 311   | Mariesthela Carolina Vilera     | Venezuela      | dezembro 26, de 1988 (23 anos)  |